# Bourdonrör

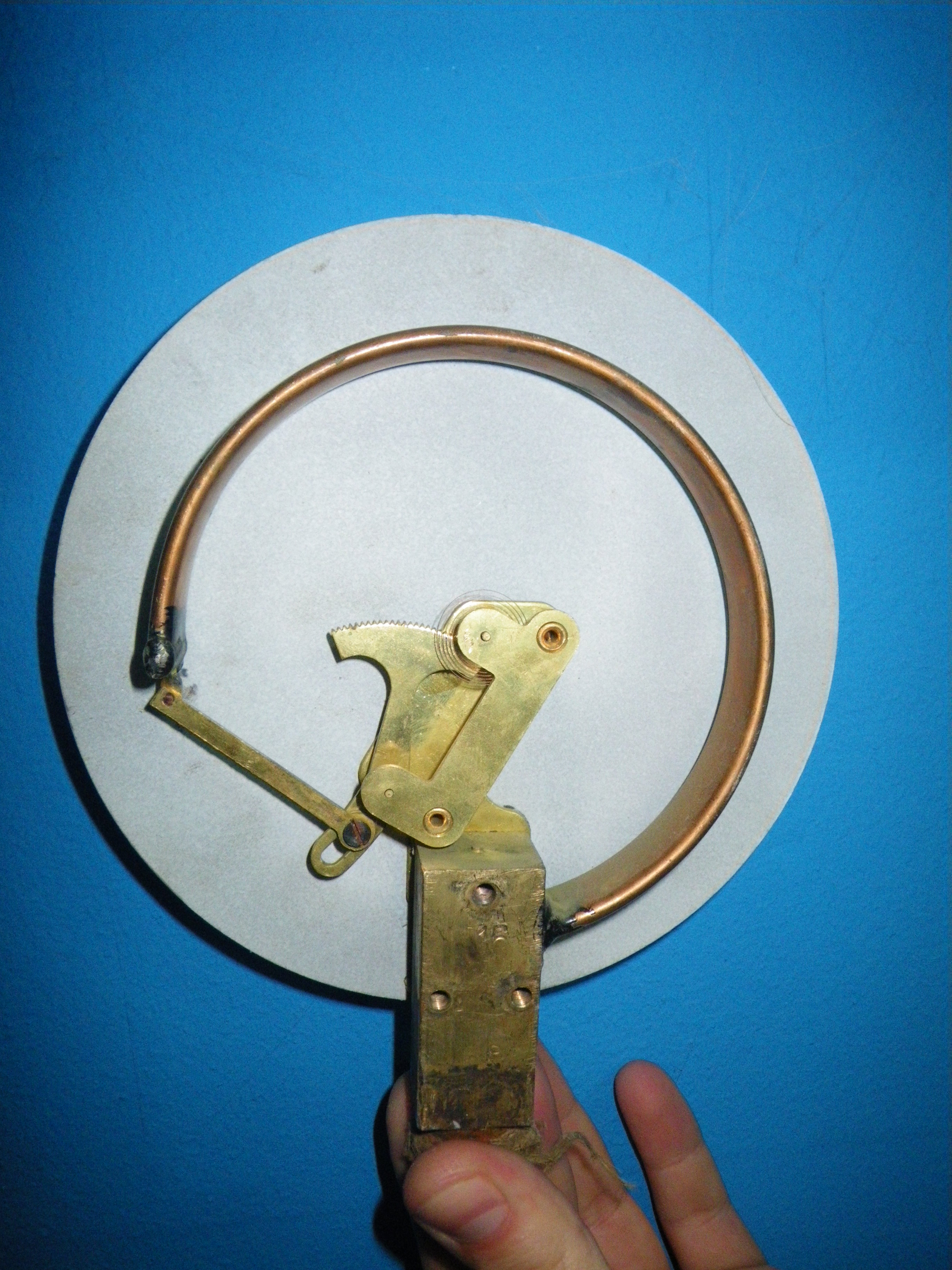
Bourdonrör i en manometer.

Bourdonrör är ett rör av mycket tunn metall, som används som motoriskt organ i manometrar med tillämpning bland annat som termograf.
Rörets tvärsnitt har formen av en mycket platt ellips och dess längdsnitt av en cirkelbåge. Då röret  utsätts för ett inre övertryck strävar det efter att räta ut sig. Vid användning som temperaturmätare är röret fyllt med alkohol, vars volym ökas med stigande temperatur och härvid sträcker ut röret i längdriktning mer eller mindre, beroende på temperaturförändringen. Rörelsen överförs på en visare.